# Fogatge de 1515
El fogatge de 1515 fou un cens (fogatge) realitzat l'any 1515 al Principat de Catalunya pactat a les Corts de Lleida de 1515.
Serien les darreres corts del regnant Ferran II a causa del seu delicat estat de salut i foren presidides per la seva segona muller, Germana de Foix. El resultat d'aquelles corts fou l'ordenament d'un fogatjament que tingué com a objectiu el de recaptar un donatiu destinat a pagar 400 homes que havien d'assegurar les fronteres dels territoris que la corona posseïa a Itàlia, arran de la guerra contra Francesc I de França. Aquest fogatge s'ordenà per vegueries.